# Alfred von Waldersee

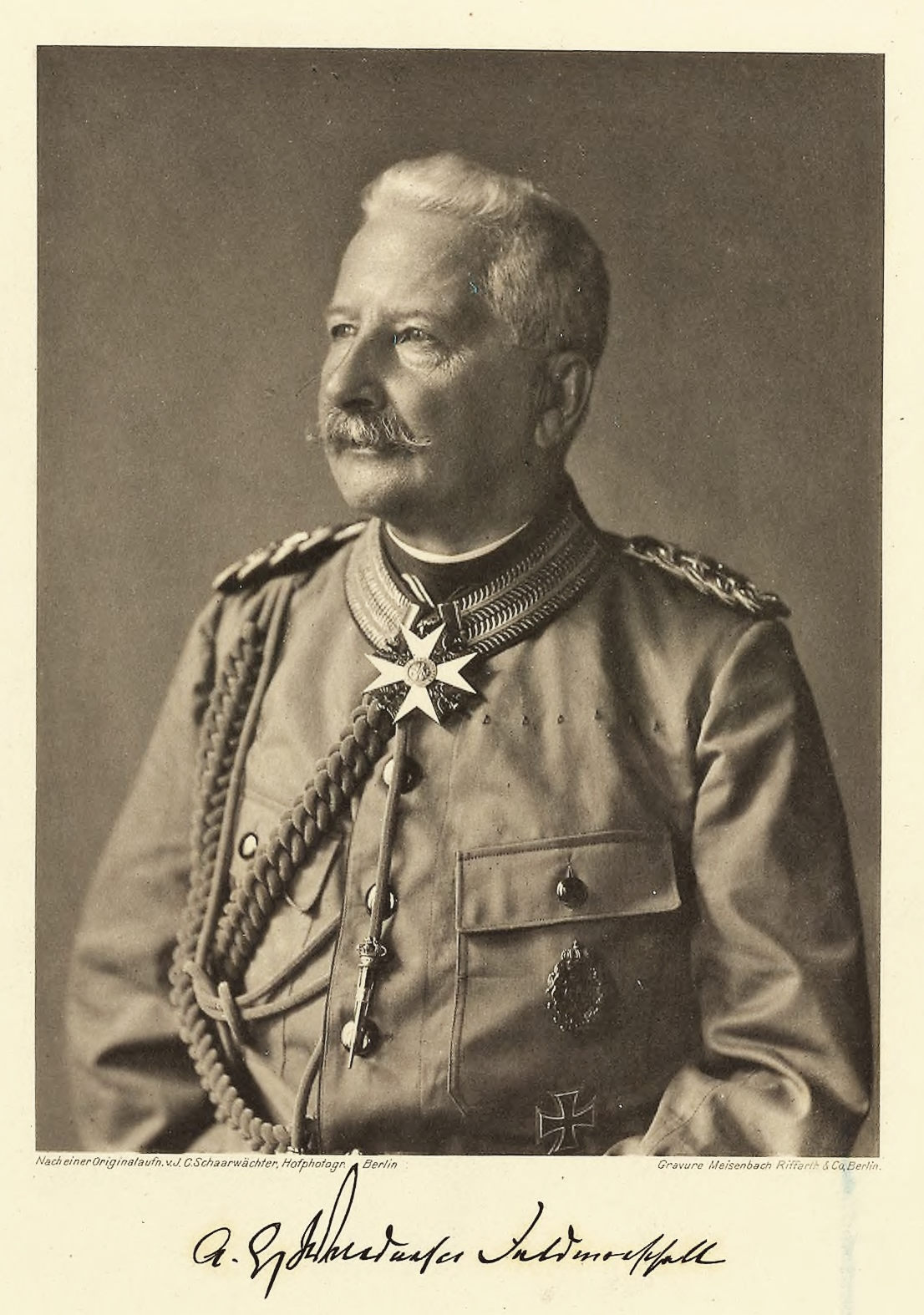
Alfred von Waldersee (1902)

Alfred Heinrich Karl Ludwig Graf von Waldersee (* 8. April 1832 in Potsdam; † 5. März 1904 in Hannover) war ein preußischer Generalfeldmarschall. Er befehligte überwiegend Militäreinheiten in Hannover, war von 1888 bis 1891 Chef des Großen Generalstabs und um 1900 Oberbefehlshaber eines multinationalen Truppenkontingents, das zur Niederschlagung des chinesischen Boxeraufstands nach Peking entsandt worden war.

## Leben

### Herkunft
Alfred Graf von Waldersee war ein Enkel des Franz Graf von Waldersee, eines illegitimen Sohnes des Fürsten (ab 1806 Herzog) Leopold III. von Anhalt-Dessau aus einer Verbindung mit Johanne Eleonore Hoffmeier. Alfred war das fünfte von sechs Kindern aus der Ehe des in Dessau geborenen preußischen Generals der Kavallerie Franz Heinrich Graf von Waldersee (1791–1873) und Bertha von Hünerbein (1799–1859). Seit 1897 befindet sich der Familiensitz derer von Waldersee auf Gut Schloss Waterneverstorf im Ortsteil Waterneverstorf der Gemeinde Behrensdorf.

### Militärische Laufbahn

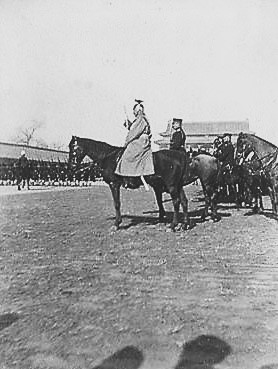
Waldersee in China: Tian’anmen-Platz, 1900

Nach seiner Erziehung in den Kadettenanstalten in Potsdam und Berlin wurde Waldersee am 27. April 1850 als Sekondeleutnant der Garde-Artilleriebrigade der Preußischen Armee überwiesen. Von Oktober 1850 bis Ende September 1852 absolvierte er die Vereinigte Artillerie- und Ingenieurschule und wurde 1858 Adjutant der 1. Artillerieinspektion. Während des Deutschen Kriegs war Waldersee 1866 erst Adjutant im Großen Hauptquartier und dann im Stab des Generalgouverneurs von Hannover; er wurde zum Major befördert und zum Generalstabsoffizier berufen. 1870 ging er als Militärattaché an die preußische Botschaft in Paris. In dieser Tätigkeit sammelte er wertvolle Informationen über die französische Armee, die dem Generalstab bei der Planung des Deutsch-Französischen Krieges 1870/71 halfen.
1870/71 war Waldersee als Oberstleutnant Flügeladjutant des preußischen Königs, dann Generalstabschef der Armee des Großherzogs Friedrich Franz II. 1871 war er wieder, diesmal als diplomatischer Geschäftsträger des Deutschen Reichs, in Paris. 1873 wurde Waldersee Stabschef des X. Armee-Korps in Hannover.
1882 wurde Waldersee Generalquartiermeister und damit Stellvertreter Helmuth Graf von Moltkes im Großen Generalstab. Moltke hatte ihn persönlich ausgesucht und baute ihn in der Folge zu seinem Nachfolger auf. In den letzten Jahren ließ er ihm relativ freie Hand, da er in hohem Alter nicht mehr die administrative Führung seines Amtes ausüben wollte und in Waldersee einen geeigneten Offizier sah, der ihn ersetzen konnte.
Die 1885/86 entwickelten Strategien für einen Präventivkrieg gegen Russland und Frankreich für den Fall eines Bündnisses zwischen beiden Staaten (wie sie später Schlieffen weiterentwickelte) gerieten zunehmend in den Widerspruch zur Außenpolitik des Reichskanzlers Fürst Otto von Bismarck. 1887 forderte Waldersee dann erneut, einen Präventivkrieg gegen Russland zu überdenken, verbunden mit Annäherungen an das konservative Lager um Adolf Stoecker (Waldersee und seine Frau engagierten sich sehr in der Berliner Stadtmission) und Prinz Wilhelm, den späteren Kaiser.
1888, nach dem Regierungsantritt Wilhelms II., wurde Waldersee Nachfolger Moltkes (auf dessen ausdrücklichen Wunsch) als Chef des Generalstabs. In dieser Position stärkte er das Militär gegenüber der Politik (Kriegsministerium und Reichsleitung) und wirkte 1890 am Sturz Bismarcks aktiv mit. Waldersee wurde aber nicht Bismarcks Nachfolger.
1891 musste Waldersee nach unerwarteten Differenzen mit Kaiser Wilhelm II. seinen Posten im Generalstab räumen, da er es beim Kaisermanöver gewagt hatte, den Kaiser strategisch zu besiegen und damit aufzuzeigen, dass der Kaiser in Wirklichkeit wenig Ahnung von Militärstrategie besaß. Dafür wurde er von Alfred Graf von Schlieffen als Chef des Generalstabes ersetzt und als Kommandierender General des IX. Armee-Korps nach Altona versetzt, eines damals, da er in der Nähe von Bismarcks Ruhesitz Friedrichsruh lag, wichtigen Postens. In dieser Eigenschaft war er am 31. Mai 1895 zur Grundsteinlegung des Elbe-Trave-Kanals mit anderen in Lübeck. Nach den Schlägen mit dem silbernen Hammer durch den Staatsminister Karl Heinrich von Boetticher schlug Waldersee in der Zeremonie mit dem lateinischen Spruch „Navigare necesse est, vivere non necesse est“ (deutsch: Seefahrt ist notwendig, Leben nicht), gefolgt von Staatsminister Johannes von Miquel, den Granitstein. Vom 12. September 1896 bis zu seinem Tod war er Chef des Feldartillerie-Regiments Nr. 9 in Itzehoe, das ab dem 30. Juli 1901 auch seinen Namen führte.
1897 wurde Waldersee mit der (erfolglosen) Forderung repressiver Maßnahmen gegen die Sozialdemokratische Partei Deutschlands noch einmal politisch auffällig, von der er meinte, dass sie die größte Gefahr für das deutsche Kaiserreich darstellen würde, und forderte, jedoch wieder erfolglos, eine Allianz von Kirche, Bürgertum und Militär, um Deutschland zu retten. 1898 wurde er Generalinspekteur der III. Armee-Inspektion in Hannover, 1900 zum Generalfeldmarschall ernannt. In dasselbe Jahr fiel sein 50-jähriges Militärdienstjubiläum.

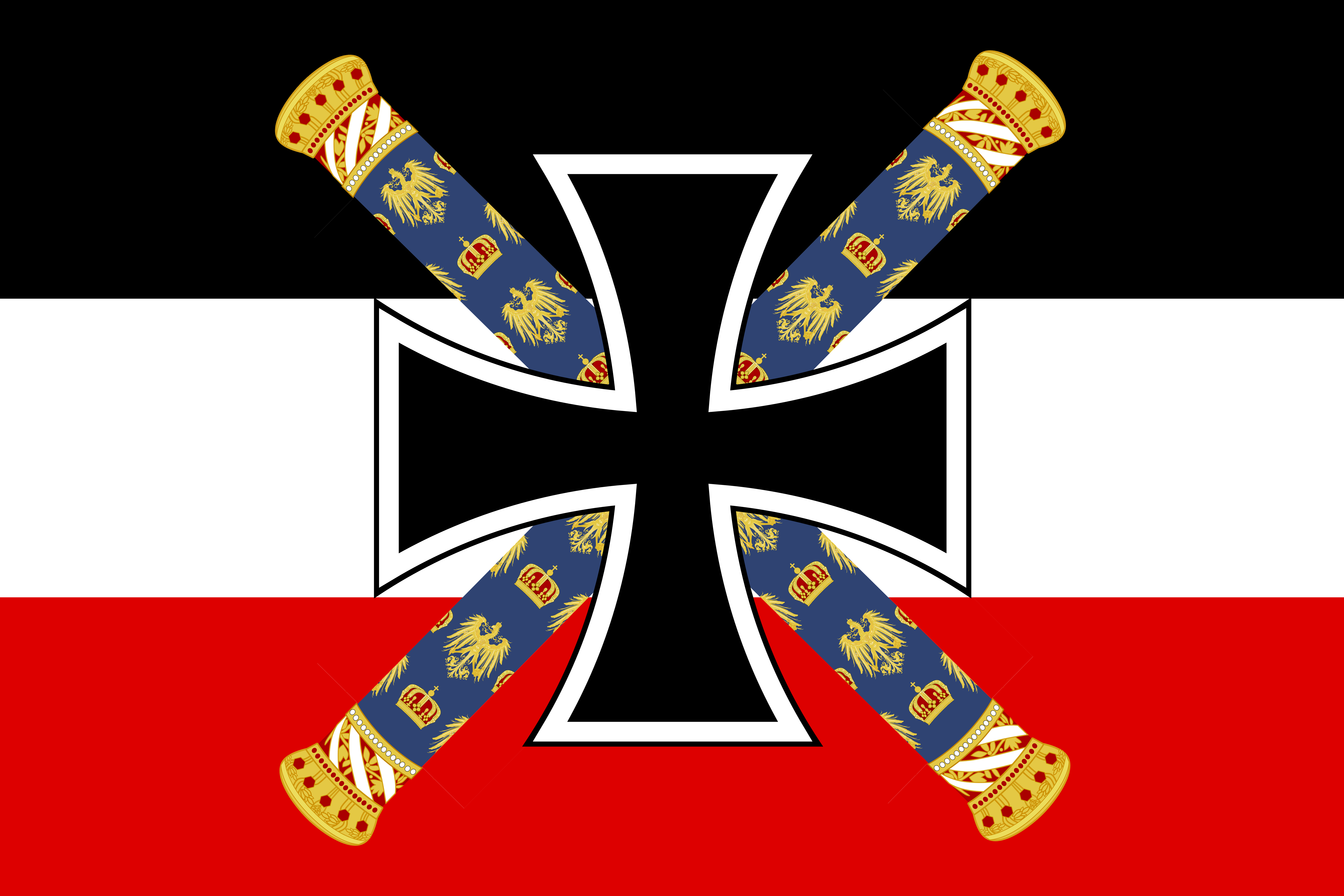
Persönliche Standarte des Oberkommandierenden in China

1900/01 erhielt er den Oberbefehl über die europäischen Interventionstruppen zur Niederschlagung des Boxeraufstandes im Kaiserreich China. Im deutschen Volksmund wurde er auch – teils spöttisch, teils bewundernd – „Weltmarschall“ genannt. Da bei seinem Eintreffen im September 1900 Peking bereits erobert war, übernahm Waldersee dort die Rolle des Besatzungsoffiziers, der einerseits Plünderungen stoppte und andererseits zwischen den acht Besatzungsmächten vermittelte. Obwohl ihn alle Besatzungsmächte achteten, unterstellten sich die amerikanischen und französischen Truppen nie seinem Befehl. Auch der deutsche Gesandte in Peking Alfons Mumm von Schwarzenstein hatte in den erforderlichen Abstimmungen mit Waldersee diplomatischen Einsatz aufzubringen.
Gegen „Widerstandsnester“ der „Boxer“ unternahm er teils blutige Strafexpeditionen und setzte somit die von Kaiser Wilhelm II. in seiner „Hunnenrede“ geforderten Vergeltungsmaßnahmen in die Tat um. So ließ er beispielsweise am 23. Oktober und 1. November drei Dörfer von der Artillerie beschießen; zu den etwa 450 Toten zählten viele Frauen und Kinder. In seinem Tagebuch gab er vor sich ehrlich zu, dass es zu umfangreichen Plünderungen chinesischer Schätze in Peking und anderen Städten und einem verbreiteten Handel mit gestohlenem Gut kam: «Wenn man bei uns zu Haus so harmlos ist zu glauben, es würde hier für christliche Kultur und Sitte Propaganda gemacht, so gibt das einmal eine arge Enttäuschung. Seit dem Dreißigjährigen Kriege und den Raubzügen der Franzosen zur Zeit Ludwig XIV. in Deutschland ist ähnliches an Verwüstungen noch nicht vorgekommen.»

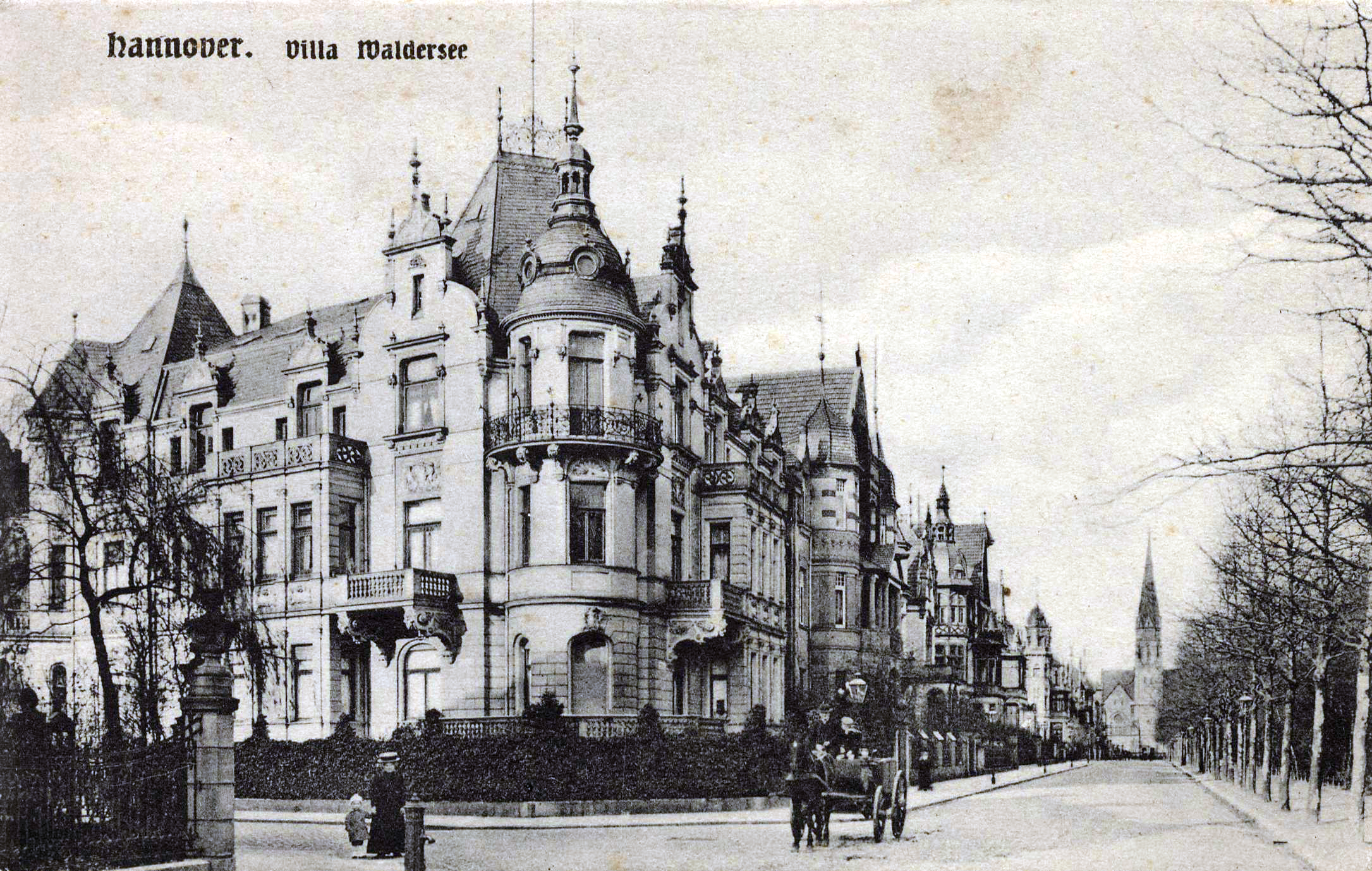
Villa Waldersee in Hannover an der Eilenriede um 1905

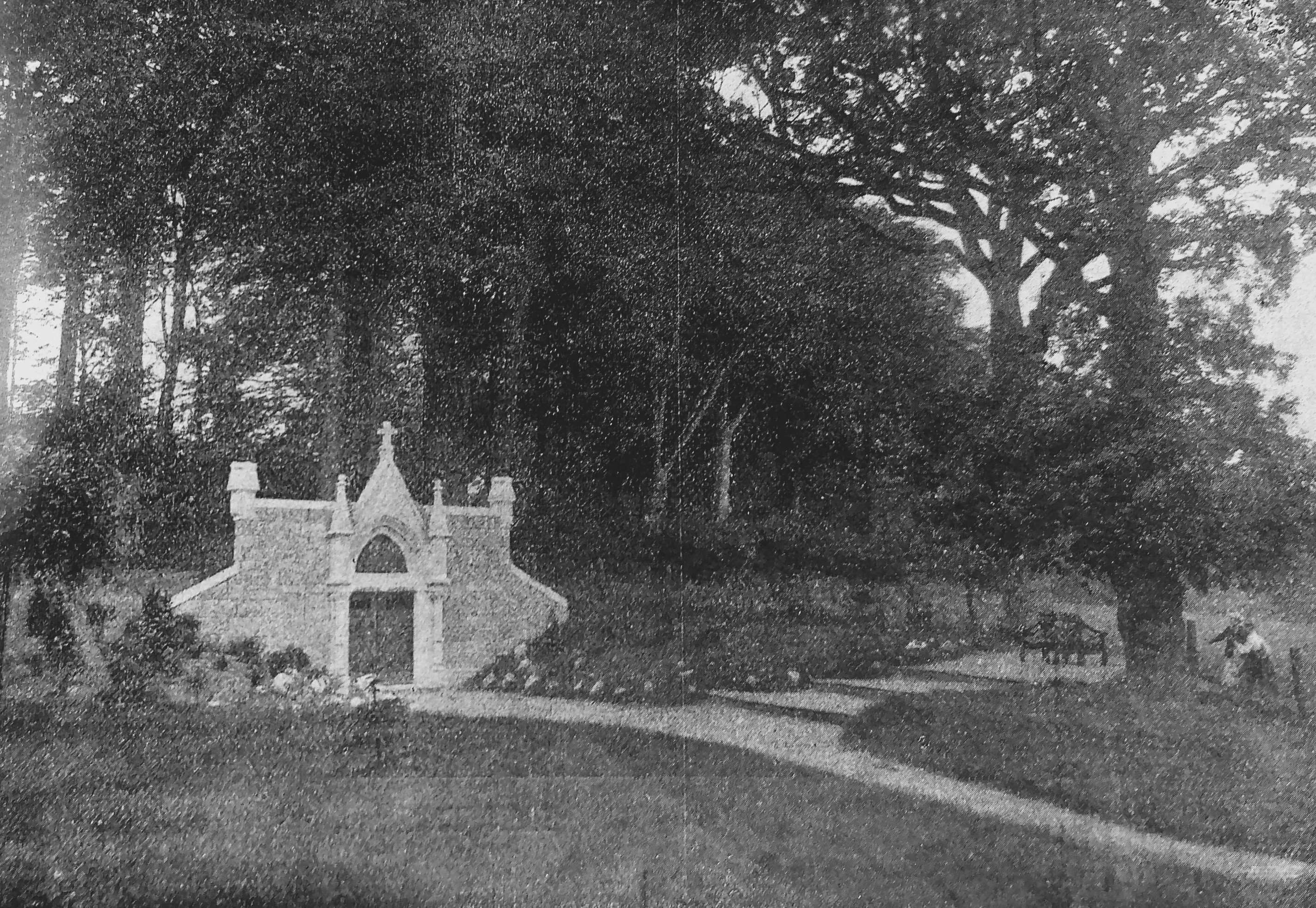
Grabstätte des Generalfeldmarschalls von Waldersee bei Stöfs um 1906

Nach seiner Rückkehr aus China 1901 wurde er wieder Generalinspekteur der III. Armee-Inspektion in Hannover.
Die letzten Jahre bis zu seinem Tod 1904 wohnte er hier in einer Villa in der Hohenzollernstraße am Rande der Eilenriede, in der heute eine Rechtsanwaltskanzlei ihren Sitz hat.
1915 wurde gegenüber diesem letzten Wohnsitz das Waldersee-Denkmal eine überdimensionale Steinplastik aufgestellt, die der Bildhauer Bernhard Hoetger schuf. Die Verlängerung der Hohenzollernstraße wurde in Walderseestraße umbenannt.
Seine Grabstätte befindet sich auf dem Familienfriedhof der Familie Waldersee in Stöfs bei Lütjenburg in Holstein.

### Familie
Am 14. April 1874 heiratete er in Lautenbach die reiche Amerikanerin Mary Esther Lee (1837–1914), verwitwete Fürstin von Noer, eine bedeutende Protagonistin der deutschen Erweckungsbewegung und eine starke Förderin sozialer Einrichtungen.

## Historische Bewertung
Generalfeldmarschall von Waldersee war der erste bekannte und erfolgreiche „politische“ Offizier. Sein Amtsvorgänger Moltke war zwar auch ein Offizier mit politischen Ambitionen, der aber an der übermächtigen Position Bismarcks und auch Roons nicht „vorbeikommen“ konnte.
Waldersees Idee des Präventivkrieges gegen Russland vor einer Wiedererstarkung der französischen Militärmacht wurde auch von Moltke gefördert. Dieser Plan ist der Grundstein des bekannten Schlieffenplans, der die deutsche Strategie im Ersten Weltkrieg kennzeichnete. Für seine „militärischen Erfolge“ in China wurde von Waldersee international mit hohen Orden ausgezeichnet. Außerdem erhielt er als erster protestantischer Christ am 3. Juni 1903 das Großkreuz des Piusordens durch den Papst verliehen.
Waldersee wurde mehrfach als Kandidat für den Posten des Reichskanzlers gehandelt. Man rätselte damals oft, ob er den Posten wirklich gerne angenommen hätte. Aber alleine durch die Mutmaßungen, dass er Reichskanzler werden würde, wurden die favorisierten Kandidaten vorher aus dem Kreuzfeuer von Presse und Parteien genommen. Er selbst legte in seinen Erinnerungen keinerlei Wert auf das Amt des Reichskanzlers. Diese kann man als glaubhaft ansehen, da er seine Erinnerungen in Tagebuchform schrieb und sie erst Jahre nach seinem Tod von seinem Neffen herausgegeben worden sind und nicht im Original von ihm für die Öffentlichkeit bestimmt waren.
Kurz vor seinem Tode fertigte er privat einen Aufmarschplan für die japanische Armee in Korea für den aufziehenden Russisch-Japanischen Krieg. Nach seinem Tode und der Beendigung des Krieges in Asien bestätigte Generalstabschef Alfred von Schlieffen gegenüber dem Neffen des Generalfeldmarschalls, Georg von Waldersee, dass die erfolgreiche japanische Offensive identisch mit dem Plan Waldersees gewesen sei.
In der Diskussion um große deutsche Generäle wird Waldersee gegenüber seinem Vorgänger Moltke und seinem Nachfolger Schlieffen vielfach übersehen, dabei hatte er die gleiche militärische Begabung. Sein politisches Engagement war erfolgreicher als bei anderen Generälen des Kaiserreichs bis zum Ersten Weltkrieg, als dann Hindenburg und Ludendorff aktiv in die Politik des Kaiserreiches eingriffen.
Waldersee war in seiner Grundhaltung ein konservativer Vertreter der preußisch-wilhelminischen Epoche. Er hatte eine ausgesprochen kaisertreue Einstellung und sah in der Sozialdemokratie eine Gefahr für den Erhalt des Kaiserreichs. Bereits in der Zeit um 1871 sah er die auf Deutschland zukommende Gefahr, dass sich Russland und Frankreich verbündeten. Bei den drei Kaisern konnte er trotz seines Mentors Moltke den Schritt eines Präventivschlages nicht erreichen.

## Auszeichnungen, Ehrungen

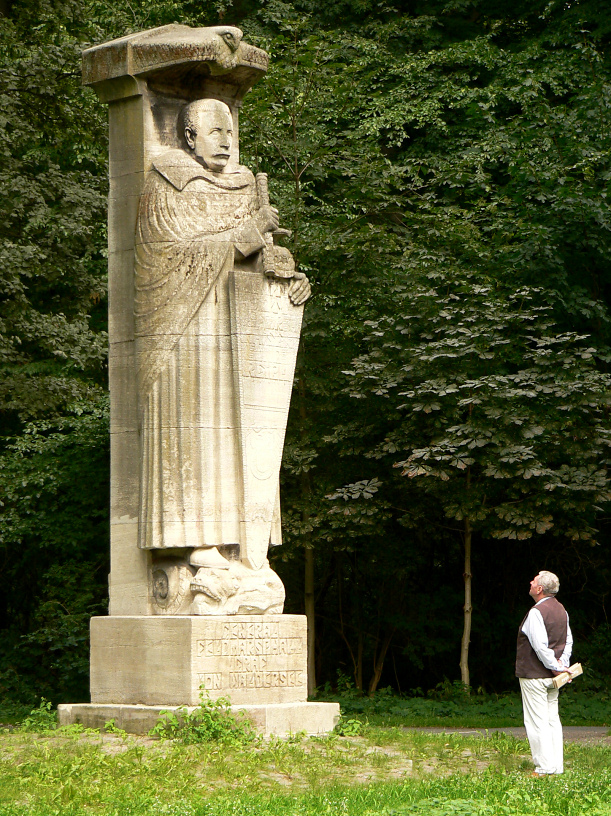
Waldersee-Denkmal am Rande der Eilenriede in Hannover

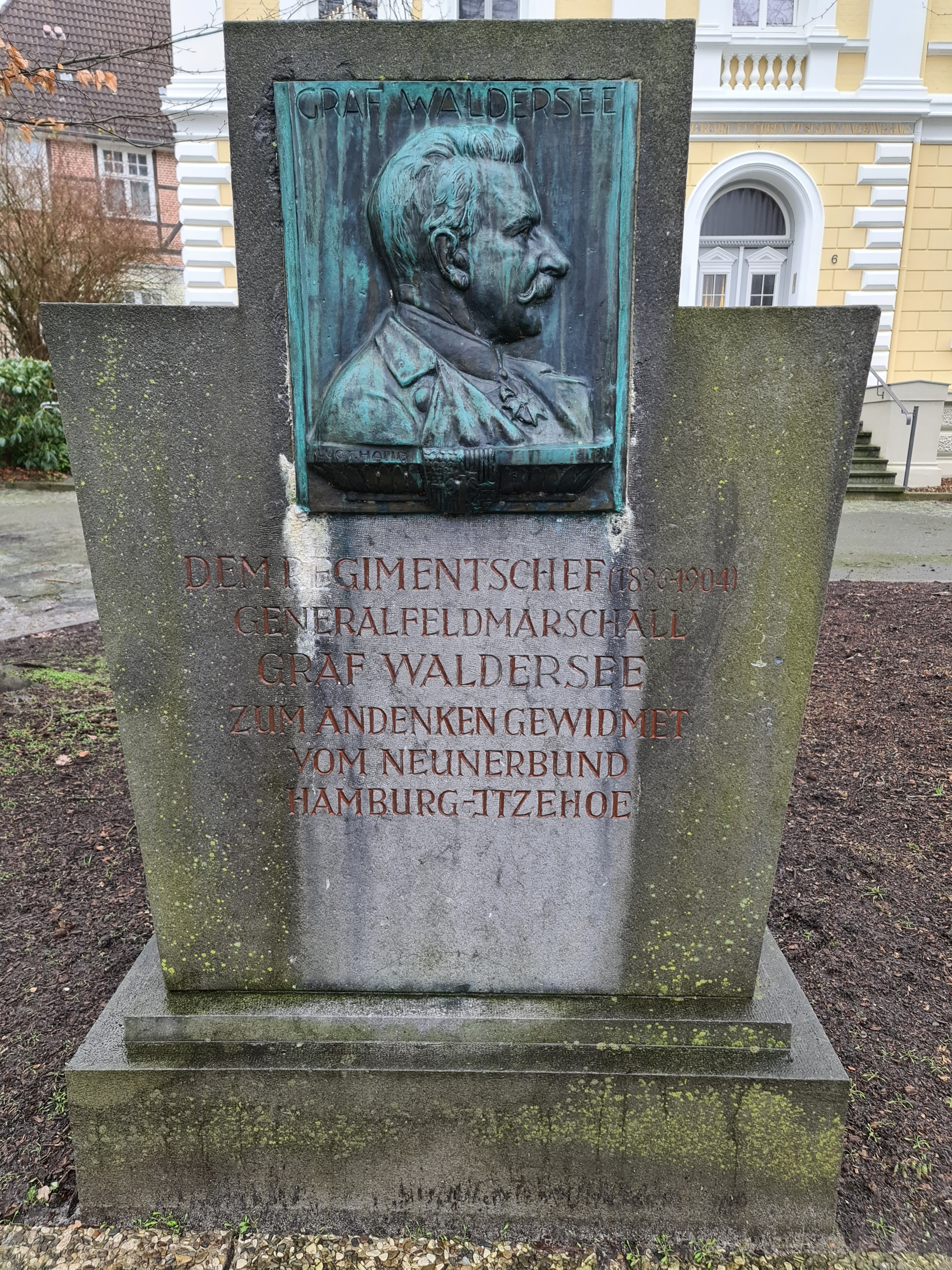
Waldersee-Gedenkstein am Neunerdenkmal in Itzehoe

- Kronenorden I. Klasse am 22. März 1884
- Großkreuz des Roten Adlerordens I. Klasse mit Schwertern am 27. Januar 1889
- Großkomtur des Königlichen Hausordens von Hohenzollern mit Schwertern am 27. Januar 1891
- Schwarzer Adlerorden im Januar 1895[5]
- Brillanten zum Schwarzen Adlerorden am 27. April 1900
- Großkreuz des Württembergischen Militärverdienstorden
- Pour le Mérite mit Eichenlaub am 30. Juli 1901
- Order of the Bath im Jahre 1901
- Orden des Heiligen Andreas des Erstberufenen im Jahre 1901
- Großkreuz des Bayerischen Militärverdienstorden am 16. Mai 1902
- Ehrenbürgerwürde
  - Altona am 7. Juli 1896
  - Lübeck am 21. April 1898
  - Hannover am 9. Mai 1900
  - Itzehoe am 27. November 1902
- Mehrere Straßen u. a. in Berlin,[6] Bremen-Hulsberg, Hamburg-Othmarschen und Hannover erhielten seinen Namen.
- 1915 wurde das Waldersee-Denkmal als Steinplastik von Bernhard Hoetger aufgestellt.
- Ein Gedenkstein für von Waldersee steht in Berlin-Zehlendorf in einem Park.
- Ein weiterer Gedenkstein befindet sich am Neunerdenkmal in Itzehoe.
- Der „Graf-Waldersee-Marsch“ wurde in Ahrweiler um 1910 nach ihm benannt.
- Die frühere Potsdamer Hofkonditorei Rabien (heute in Berlin-Steglitz) kreierte zu Beginn der 20. Jahrhunderts die „Graf-Waldersee-Torte“, die sich bis heute im Sortiment befindet.[7]